# Stylomesus menziesi
Stylomesus menziesi är en kräftdjursart som beskrevs av Yakov Avadievich Birstein 1960. Stylomesus menziesi ingår i släktet Stylomesus och familjen Ischnomesidae. Inga underarter finns listade i Catalogue of Life.